# Rosenborg Ballklub 2009
Questa voce raccoglie le informazioni riguardanti il Rosenborg Ballklub nelle competizioni ufficiali della stagione 2009.

## Rosa
| N. |                           | Ruolo | Calciatore              |
| -- | ------------------------- | ----- | ----------------------- |
| 1  | Norvegia (bandiera)       | P     | Alexander Lund Hansen   |
| 2  | Svezia (bandiera)         | D     | Mikael Lustig           |
| 3  | Svezia (bandiera)         | D     | Mikael Dorsin           |
| 4  | Ghana (bandiera)          | C     | Anthony Annan           |
| 6  | Norvegia (bandiera)       | C     | Roar Strand             |
| 7  | Norvegia (bandiera)       | A     | Trond Olsen             |
| 8  | Costa d'Avorio (bandiera) | A     | Didier Ya Konan         |
| 10 | Norvegia (bandiera)       | C     | Alexander Tettey        |
| 11 | Norvegia (bandiera)       | D     | Vadim Demidov           |
| 12 | Norvegia (bandiera)       | P     | Rune Almenning Jarstein |
| 13 | Norvegia (bandiera)       | D     | Kris Stadsgaard         |
| 14 | Norvegia (bandiera)       | A     | Steffen Iversen         |
| 15 | Norvegia (bandiera)       | C     | Per Ciljan Skjelbred    |
| 17 | Norvegia (bandiera)       | C     | Pål André Helland       |
| 18 | Uruguay (bandiera)        | D     | Alejandro Lago          |

| N. |                           | Ruolo | Calciatore          |
| -- | ------------------------- | ----- | ------------------- |
| 19 | Finlandia (bandiera)      | C     | Juska Savolainen    |
| 20 | Costa d'Avorio (bandiera) | C     | Abdou Razack Traoré |
| 22 | Norvegia (bandiera)       | D     | Andreas Nordvik     |
| 23 | Norvegia (bandiera)       | A     | Michael Jamtfall    |
| 24 | Costa Rica (bandiera)     | D     | Roy Miller          |
| 25 | Norvegia (bandiera)       | A     | Kjell Rune Sellin   |
| 26 | Norvegia (bandiera)       | D     | Simen Wangberg      |
| 27 | Slovacchia (bandiera)     | C     | Marek Sapara        |
| 28 | Norvegia (bandiera)       | C     | Markus Henriksen    |
| 29 | Croazia (bandiera)        | A     | Dario Zahora        |
| 30 | Svezia (bandiera)         | A     | Rade Prica          |
| 32 | Norvegia (bandiera)       | P     | Even Barli          |
| 33 | Norvegia (bandiera)       | P     | Espen Johnsen       |
| 34 | Norvegia (bandiera)       | A     | Mushaga Bakenga     |
| 36 | Norvegia (bandiera)       | A     | Michael Karlsen     |

## Risultati

### Campionato

#### Girone di andata
| Arbitro: | Skjerven (Kaupanger) |

|                                  |           |  |
| Iversen 45’ Olsen 60’ Tettey 71’ | Marcatori |  |

| Arbitro: | Øvrebø (Oslo) |

|                                   |           |                                                     |
| Koppinen 77’ Rushfeldt 84’ (rig.) | Marcatori | 17’ Tettey 28’ Sapara 40’ (aut.) Haugen 48’ Demidov |

| Arbitro: | Sandmoen |

|                 |           |                |
| Dahl 52’ (aut.) | Marcatori | 83’ Sigurðsson |

| Arbitro: | Staberg |

|                   |           |                      |
| Fevang 23’ (rig.) | Marcatori | 70’ Prica 80’ Tettey |

| Arbitro: | Hauge (Bergen) |

|           |           |            |
| Prica 80’ | Marcatori | 70’ Kovács |

| Arbitro: | Øvrebø (Oslo) |

|           |           |                      |
| Riise 55’ | Marcatori | 81’ Prica 89’ Sapara |

| Arbitro: | Staberg |

|           |           |  |
| Prica 14’ | Marcatori |  |

| Arbitro: | Hauge (Bergen) |

|                |           |            |
| Guastavino 57’ | Marcatori | 59’ Sapara |

| Arbitro: | Berntsen (Vang) |

|                       |           |                              |
| Olsen 54’ Iversen 90’ | Marcatori | 15’ Forren 75’ (aut.) Tettey |

| Arbitro: | Øvrebø (Oslo) |

|                        |           |                    |
| Raščić 40’ Isaksen 70’ | Marcatori | 1’ Olsen 32’ Prica |

| Arbitro: | Hauge (Bergen) |

|            |           |  |
| Lustig 79’ | Marcatori |  |

| Arbitro: | Edvartsen (Hamar) |

|  |           |                                      |
|  | Marcatori | 52’ Sapara 68’ Olsen 72’, 84’ Tettey |

| Arbitro: | Hagen (Grue) |

|                            |           |  |
| Iversen 83’, 88’ Prica 90’ | Marcatori |  |

| Arbitro: | Hauge (Bergen) |

|  |           |                              |
|  | Marcatori | 9’ Konan 20’ Olsen 76’ Prica |

| Arbitro: | Skjerven (Kaupanger) |

|               |           |  |
| Skjelbred 16’ | Marcatori |  |

#### Girone di ritorno
| Arbitro: | Staberg |

|          |           |                           |
| Muri 39’ | Marcatori | 70’ (aut.) Muri 90’ Prica |

| Trondheim 23 settembre 2009, ore 20:45 CEST 17ª giornata | Rosenborg       | 0 – 0 referto | Tromsø | Lerkendal Stadion (18.771 spett.)\| Arbitro: \| Berntsen (Vang) \| |
| Arbitro:                                                 | Berntsen (Vang) |               |        |                                                                    |

| Arbitro: | Skjerven (Kaupanger) |

|  |           |           |
|  | Marcatori | 16’ Prica |

| Arbitro: | Olsen (Kristiansand) |

|                               |           |               |
| Lustig 43’ Iversen 86’ (rig.) | Marcatori | 10’ Eziyodawe |

| Arbitro: | Skjerven (Kaupanger) |

|             |           |            |
| Bentley 80’ | Marcatori | 60’ Strand |

| Arbitro: | Øvrebø (Oslo) |

|                        |           |  |
| Lustig 59’ Iversen 68’ | Marcatori |  |

| Arbitro: | Staberg |

|             |           |                                               |
| Piiroja 57’ | Marcatori | 42’ Demidov 46’, 70’ Prica 51’ (rig.) Iversen |

| Arbitro: | Hauge (Bergen) |

|                                        |           |                  |
| Iversen 28’ (rig.) Prica 62’, 84’, 88’ | Marcatori | 68’ (rig.) Angan |

| Arbitro: | Skjerven (Kaupanger) |

|          |           |                        |
| Aase 82’ | Marcatori | 14’ Sapara 61’ Demidov |

| Arbitro: | Moen (Haugesund) |

|                                                      |           |  |
| Lustig 30’ Prica 66’ Gabrielsen 71’ (aut.) Olsen 82’ | Marcatori |  |

| Arbitro: | Sælen (Bergen) |

|  |           |                                  |
|  | Marcatori | 79’ Iversen 85’ (aut.) Lillebakk |

| Arbitro: | Øvrebø (Oslo) |

|                |           |                                               |
| Olsen 35’, 53’ | Marcatori | 45’ Stokkelien 88’ Hulsker 90’ (rig.) Bolaños |

| Stavanger 18 ottobre 2009, ore 18:00 CEST 28ª giornata | Viking          | 0 – 0 referto | Rosenborg | Viking Stadion (13.782 spett.)\| Arbitro: \| Berntsen (Vang) \| |
| Arbitro:                                               | Berntsen (Vang) |               |           |                                                                 |

| Arbitro: | Sælen (Bergen) |

|                      |           |           |
| Traoré 63’ Prica 76’ | Marcatori | 56’ Silva |

| Arbitro: | Berntsen (Vang) |

|                |           |           |
| Guastavino 42’ | Marcatori | 50’ Prica |

### Coppa di Norvegia
| Arbitro: | Fremstad |

|  |           |                                                    |
|  | Marcatori | 30’ (rig.) Iversen 51’ Zahora 85’ Olsen 90’ Sellin |

| Levanger 28 maggio 2009, ore 18:00 CEST Secondo turno                                | Levanger  | 0 – 5 referto                                      | Rosenborg | Moan Fritidspark |
| \| \| \| \| \| \| Marcatori \| 3’ Lago 52’ Sellin 76’ Konan 83’ Zahora 86’ Miller \| |           |                                                    |           |                  |
|                                                                                      |           |                                                    |           |                  |
|                                                                                      | Marcatori | 3’ Lago 52’ Sellin 76’ Konan 83’ Zahora 86’ Miller |           |                  |

| Trondheim 17 giugno 2009, ore 18:00 CEST Terzo turno                                                   | Strindheim | 1 – 7 referto                                              | Rosenborg | Strindheim Kunstgress |
| \| \| \| \| \| Sisic 89’ \| Marcatori \| 35’ Zahora 47’, 72’, 78’ Olsen 61’, 86’ Sellin 90’ Helland \| |            |                                                            |           |                       |
| |            |                                                            |           |                       |
| Sisic 89’                                                                                              | Marcatori  | 35’ Zahora 47’, 72’, 78’ Olsen 61’, 86’ Sellin 90’ Helland |           |                       |

| Arbitro: | Moen (Haugesund) |

|                      |           |  |
| Sellin 40’ Konan 90’ | Marcatori |  |

| Molde 9 agosto 2009, ore 19:00 CEST Quarti di finale                                       | Molde     | 5 – 0 referto | Rosenborg | Aker Stadion |
| \| \| \| \| \| M. Diouf 10’ Hestad 52’ Hoseth 57’ P. Diouf 74’ Mota 83’ \| Marcatori \| \| |           |               |           |              |
|                                                                                            |           |               |           |              |
| M. Diouf 10’ Hestad 52’ Hoseth 57’ P. Diouf 74’ Mota 83’                                   | Marcatori |               |           |              |

### Europa League
| Arbitro: | Muir |

|  |           |                                   |
|  | Marcatori | 21’, 59’ Zahora 89’ (rig.) Lustig |

| Arbitro: | Direktorenko |

|                                       |           |             |
| Iversen 39’ Konan 90'+2’ Olsen 90'+3’ | Marcatori | 6’ Potemkin |

| Trondheim 16 luglio 2009, ore 19:00 CET Secondo turno preliminare Andata | Rosenborg   | 0 – 0 referto | Qaradağ | Lerkendal Stadion\| Arbitro: \| Meckarovski \| |
| Arbitro:                                                                 | Meckarovski |               |         |                                                |

| Arbitro: | Fábián |

|                |           |  |
| Sadıqov 45'+1’ | Marcatori |  |